# Müllrose
Müllrose é um município da Alemanha, situado no distrito de Oder-Spree, no estado de Brandemburgo. Tem 68,54 km² de área, e sua população em 2019 foi estimada em 4.636 habitantes.